# 福帕山
46°10′53″N 10°23′21″E / 46.1814°N 10.38917°E
福帕山（義大利語：Monte Foppa），是意大利的山峰，位於該國北部，由倫巴第大區負責管轄，屬於阿達梅洛-普雷薩內拉阿爾卑斯山脈的一部分，海拔高度2,404米，每年平均降雨量1,386毫米。